# Le Livre de la nourriture bonne et saine

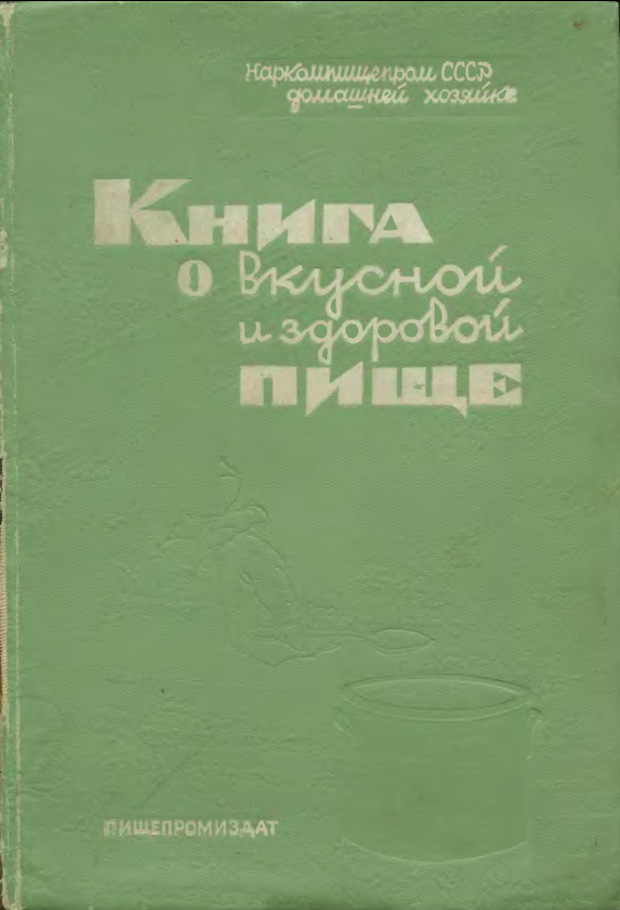
Couverture de l’édition en russe de 1939.

Le Livre de la nourriture bonne et saine (titre russe : Кни́га о вку́сной и здоро́вой пи́ще) est un livre de cuisine soviétique paru en 1939. Le livre est élaboré collectivement au sein de l'Institut de la Nutrition avec l'aide du Commissariat du peuple à l'Industrie alimentaire et de son chef Anastase Mikoïan. Il présente des recettes de cuisine et des indications pratiques pour l'organisation des repas, tout en constituant un « manifeste du nouveau mode de vie » post-révolutionnaire, basé notamment sur l'idée de l'abondance produite par le régime communiste. 
Le Livre de la nourriture bonne et saine connaît plusieurs rééditions, la dernière datant de 1999. En 2025, le livre paraît en français aux Éditions de l'Épure.